# Multiprocessament asimètric

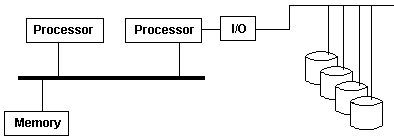
Multiprocessament asimètric

Un sistema de multiprocessament asimètric (AMP o ASMP) és un sistema informàtic multiprocessador on no totes les unitats centrals de processament (CPU) interconnectades es tracten per igual. Per exemple, un sistema pot permetre (ja sigui a nivell de maquinari o de sistema operatiu) només una CPU per executar codi del sistema operatiu o pot permetre que només una CPU realitzi operacions d'E/S. Altres sistemes AMP podrien permetre a qualsevol CPU executar codi del sistema operatiu i realitzar operacions d'E/S, de manera que fossin simètrics pel que fa als rols del processador, però connectessin alguns o tots els perifèrics a CPU particulars, de manera que fossin asimètrics respecte al perifèric. adjunt.
El multiprocessament asimètric era l'únic mètode per manejar múltiples CPU abans que el multiprocessament simètric (SMP) estigués disponible. També s'ha utilitzat per oferir opcions menys costoses en sistemes on SMP estava disponible.
Per als ordinadors de la mida d'una sala dels anys 60 i 70, una manera rendible d'augmentar la potència de càlcul era afegir una segona CPU. Com que aquests ordinadors ja estaven a prop dels més ràpids disponibles (a prop del pic de la relació preu: rendiment), dues CPU de velocitat estàndard eren molt menys cares que una CPU que funcionava dues vegades més ràpid. A més, afegir una segona CPU era menys costós que un segon ordinador complet, que necessitaria els seus propis perifèrics, requerint així molt més espai i un major personal d'operacions.

## Implementacions
Les primeres ofertes d'AMP notables dels fabricants d'ordinadors van ser el Burroughs B5000, el DECsystem-1055 i el model IBM System/360 65MP. També hi havia màquines de doble CPU construïdes a les universitats.
El problema d'afegir una segona CPU a un sistema informàtic va ser que el sistema operatiu s'havia desenvolupat per a sistemes d'una sola CPU, i l'extensió per gestionar diverses CPU de manera eficient i fiable va trigar molt de temps. Per omplir aquest buit, els sistemes operatius destinats a CPU individuals es van ampliar inicialment per proporcionar un suport mínim per a una segona CPU. En aquest suport mínim, el sistema operatiu funcionava amb el processador "d'arrencada", i l'altre només podia executar programes d'usuari. En el cas del Burroughs B5000, el maquinari del segon processador no era capaç d'executar codi "estat de control".
Una opció del Burroughs B5000 era "Processador B". Aquest segon processador, a diferència del "Processador A", no tenia connexió amb els perifèrics, tot i que els dos processadors compartien la memòria principal i el processador B no podia funcionar en estat de control. El sistema operatiu només s'executava al processador A. Quan s'havia d'executar un treball d'usuari, es podria executar al processador B, però quan aquest treball intentava accedir al sistema operatiu, el processador es va aturar i va indicar el processador A. El servei del sistema operatiu sol·licitat llavors es va executar al processador A.
Hi havia dues opcions disponibles per a l'IBM System/370 Model 168 per connectar un segon processador. Un era l'IBM 3062 Attached Processing Unit, en el qual el segon processador no tenia accés als canals i, per tant, era similar al processador B del B5000 o al segon processador d'un VAX-11/782. L'altra opció oferia una segona CPU completa i, per tant, s'assemblava més al model System/360 65MP.